# Lachy
Lachy ist eine französische Gemeinde mit 347 Einwohnern (Stand: 1. Januar 2022) im Département Marne in der Region Grand Est. Sie gehört zum Arrondissement Épernay und zum Kanton Sézanne-Brie et Champagne.

## Geografie
Die Gemeinde Lachy liegt südwestlich des Sumpfgebietes Marais de Saint-Gond an der Quelle des 118 Kilometer langen Flusses Grand Morin, etwa vier Kilometer nördlich von Sézanne. Lachy ist umgeben von den Nachbargemeinden Charleville im Nordwesten, La Villeneuve-lès-Charleville im Norden, Broyes im Osten, Sézanne im Süden, Mœurs-Verdey im Südwesten und Les Essarts-lès-Sézanne im Westen.

## Bevölkerungsentwicklung

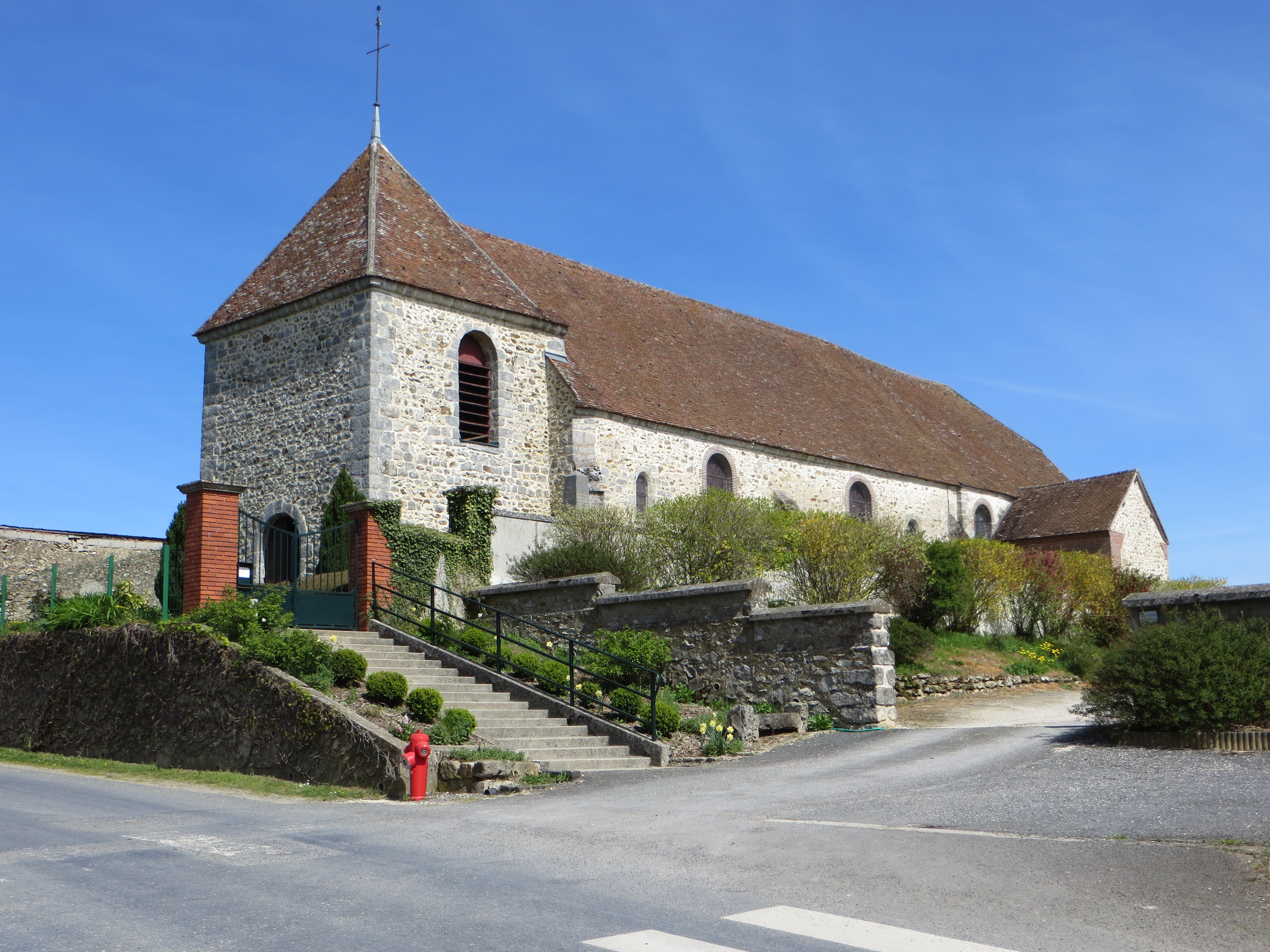
Kirche Saint-Gervais-Saint-Protais

| Jahr      | 1962 | 1968 | 1975 | 1982 | 1990 | 1999 | 2008 | 2018 |
| --------- | ---- | ---- | ---- | ---- | ---- | ---- | ---- | ---- |
| Einwohner | 310  | 248  | 238  | 309  | 313  | 312  | 328  | 327  |